# 神語
神語（しんご）とは、「幸魂奇魂守給幸給」（さきみたま くしみたま まもりたまえ さきはえたまえ）の事で、最も重要な「唱詞（となえことば）」でもある。
出雲大社や出雲大社教などでは、神語を唱えたり、奉書する伝統がある。
仏教徒が「南無阿弥陀仏」を唱えたり、キリスト教徒が「アーメン」と言ったりするように、出雲大社では「幸魂奇魂守給幸給」である。
神語の起源は日本神話にある。大己貴神が国造りの半ばで少彦名命に常世郷に先立たれて困難に直面し、出雲国に至り言挙げした時、海のかなたから、光る神が近づいてきた。それが「幸魂奇魂」（さきみたまくしみたま）であった。 そして「今何処にか住まむと欲ふ」との問いに「三諸山（みむろのやま）に住まむと欲ふ」と答えたので、大己貴神その地に宮を作り大三輪の神となった。
大国主大神は、「幸魂奇魂」の存在を知り、そして自分自身の中に潜む「幸魂奇魂」の霊力により「縁結びの神」になられた。
「幸魂奇魂」の「幸」（さき）は、「咲き」や「裂き」であり、増殖や分裂である。
「幸魂奇魂」の「奇」（くし）は、「串」や「櫛」であり、「整え」や「統一」を意味する。
「幸魂奇魂」は「分化繁殖」したモノを「整え統一」させ、大国主大神の道に神習い、明るく和やかな日々が送れるということを意味する。
「神語」すなわち「幸魂奇魂守給幸給」(さきみたま くしみたま まもりたまえ さきはえたまえ)の神語は通常は三唱するが、非常にゆっくりと、また独特な節回しで唱える。
また神事では神職や参列者も神語を声に出して一緒に唱えることが多い。なお、出雲以外でも大神神社や大国主大神を奉斎する神社が神語を用いる例もある。
なお葬儀や慰霊祭などでは幽冥神語(ゆうめいしんご)「幽世大神憐給恵給幸魂奇魂守給幸給」(かくりよのおおかみ　あわれみたまえめぐみたまえ　さきみたまくしみたま　まもりたまえさきわえたまえ）を唱える。その他に神語を墨書し出雲大社に献納申し上げる「神語奉書」も盛大に行われている。